# Александар Дероко
Александар Дероко (серб. Александар Дероко; 4 вересня 1894, Белград — 30 листопада 1988, там само) — сербський архітектор, професор Белградського університету, член Сербської академії наук і мистецтв.

## Біографія
Прадід Александра Дероко, венецієць Марко де Рокко, переїхав зі своєї батьківщини до Дубровника, де одружився з місцевою мешканкою. Дід Йован прибув до Белграду в якості викладача мистецтв. Брат дідуся з материнського боку, Йован Джорджевич, був засновником Сербського національного театру в місті Новий Сад. Александар Дероко мав також родинні зв'язки з видатним сербським письменником Стеваном Сремацем.
Дитинство Александара проходило в родинному колі в помешканні брата дідуся на вулиці Князя Михайла, що в центральній частині Белграда. Александар не дуже гарно навчався в початковій та середній школі, через що ледве закінчив її. За його власними спогадами, він надавав перевагу плаванню на човні по Саві. Перед початком Першої світової війни вступив до технічного факультету Белградського університету.

### Перша світова війна
На початку війни служив в артилерії, однак згодом перебазувався до Скоп'є, де приєднався до батальйону 1300 капралів та отримав звання сержанта. Оскільки до початку війни Александар Дероко був піонером авіації, його перебазували до новостворених повітряних сил Сербії. У 1915 був відправлений на навчання до Франції, таким чином уникнувши подій, пов'язаних з відходом сербських збройних сил восени-взимку того ж року. Ескадрилья Дероко приєдналась до відновленої сербської армії на Салоніцькому фронті, де він воював до закінчення війни та визволення Сербії.

### Архітектура
Александар Дероко вивчав архітектуру в Римі, Празі, Брні, у 1926 отримав відповідну освіту в Белграді. Навчався також у Парижі, будучи урядовим стипендіатом, дружив з Пабло Пікассо, Савою Шумановичем, Растко Петровичем, Ле Корбюзьє та іншими відомими особистостями, які тоді мешкали у французькій столиці. На початку 1930-х здобув ступінь професора факультету архітектури в Белграді. Вивчав середньовічну та візантійську архітектуру. Разом з Богданом Несторовичем розробив проект храму святого Сави, у 1935 розпочав його втілення. Був автором багатьох книг, серед яких найвідомішими є Середньовічні замки на Дунаї (1964) та Пустощі довкола Калемегдану (1987). Викладав на архітектурному та філософському факультетах до 1974, коли повністю завершив свою діяльність та пішов на пенсію.
Тричі — у 1954, 1956 та 1965 — бував на Афоні; під час цих подорожей зібрав дуже цінні матеріали про Святу гору.

### Інші області
Александар Дероко займався також спортом, мав значні спортивні досягнення. На змаганнях з плавання, організованих Сербським олімпійським клубом у 1911, здобув золоту медаль, пропливши дистанцію 1000 м вільним стилем. Крім цього, займався моделюванням — є автором одного з перших на теренах Сербії планеру. Брав участь в організованих першими моделістами змаганнях у 1910—12. Захоплення повітроплаванням призвело до того, що Александр Дероко став одним із перших військових пілотів Сербії під час Першої світової війни.
Також Александар Дероко ілюстрував поштівки, створені в період, коли його старанна діяльність як архітектора зазнала остаточного спаду; вони передавали атмосферу Белграда, його святковий настрій — одним словом, увесь лібералізм нового середнього класу.

## Об'єкти
- Храм святого Сави у Белграді
- Богословський інтернат у Белграді
- Газиместан
- Церква Святого Преображення Господнього (Сараєво)
- Каплиця героїв Битви на Косовому полі
- Будинок полковника Єлезовича (Белград)
- Будинок Ніколаєвича з аптекою
- Будинок у Сремських Карловцях

## Твори
- Народно неимарство (1939 (том 1), 1940 (том 2))
- Средњовековни градови у Србији, Македонији и Црној Гори (1950)
- Монументална и декоративна архитектура у средњовековној Србији (1953)
- Римски споменици у Ђердапу (1959)
- Архитектура старог века (1962)
- Средњовековни градови на Дунаву (1964)
- Света гора (1967)
- Атос (1967)
- А ондак је летијо јероплан над Београдом (1983)
- Мангуплуци око Калемегдана (1987)

## Галерея

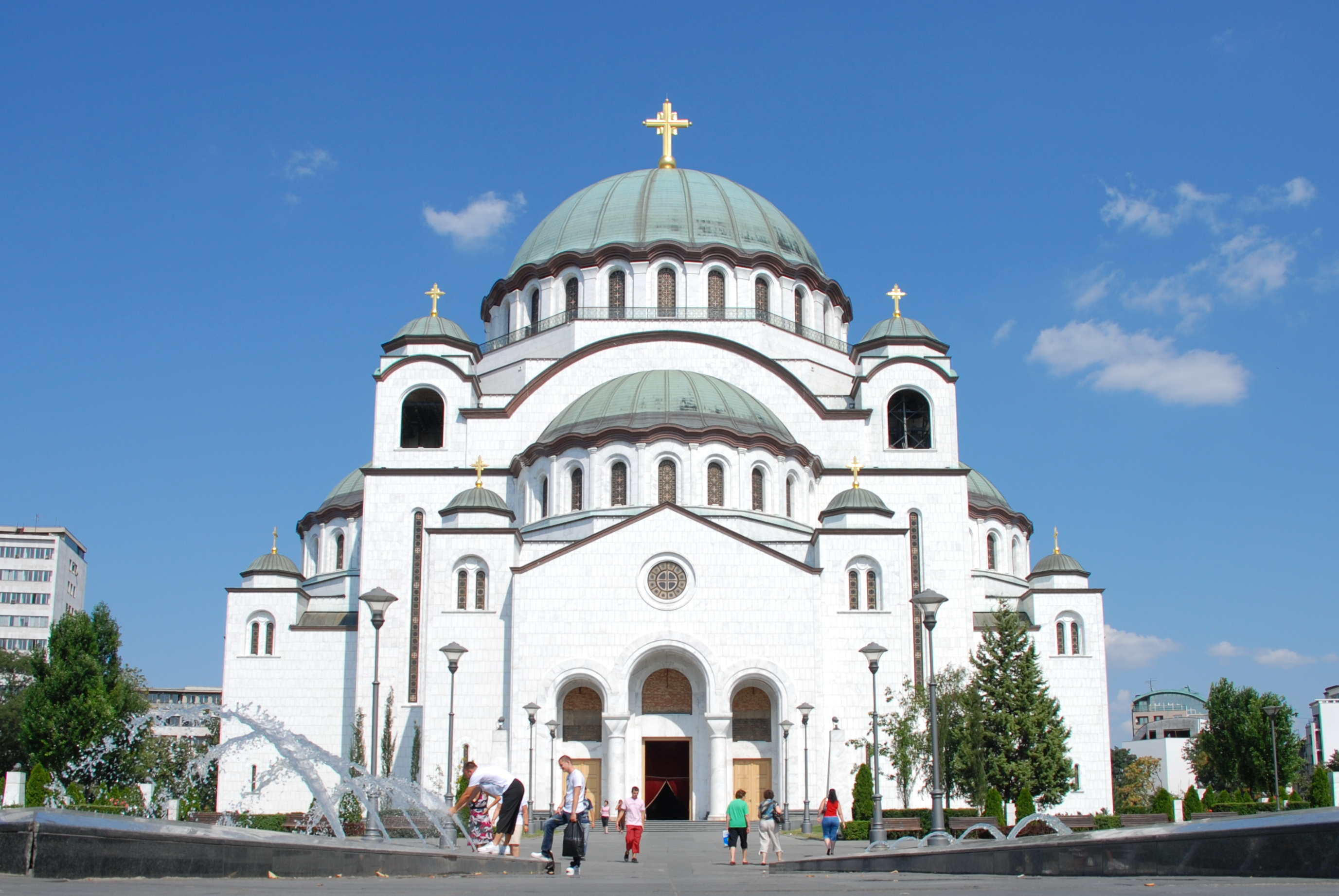
Храм святого Сави
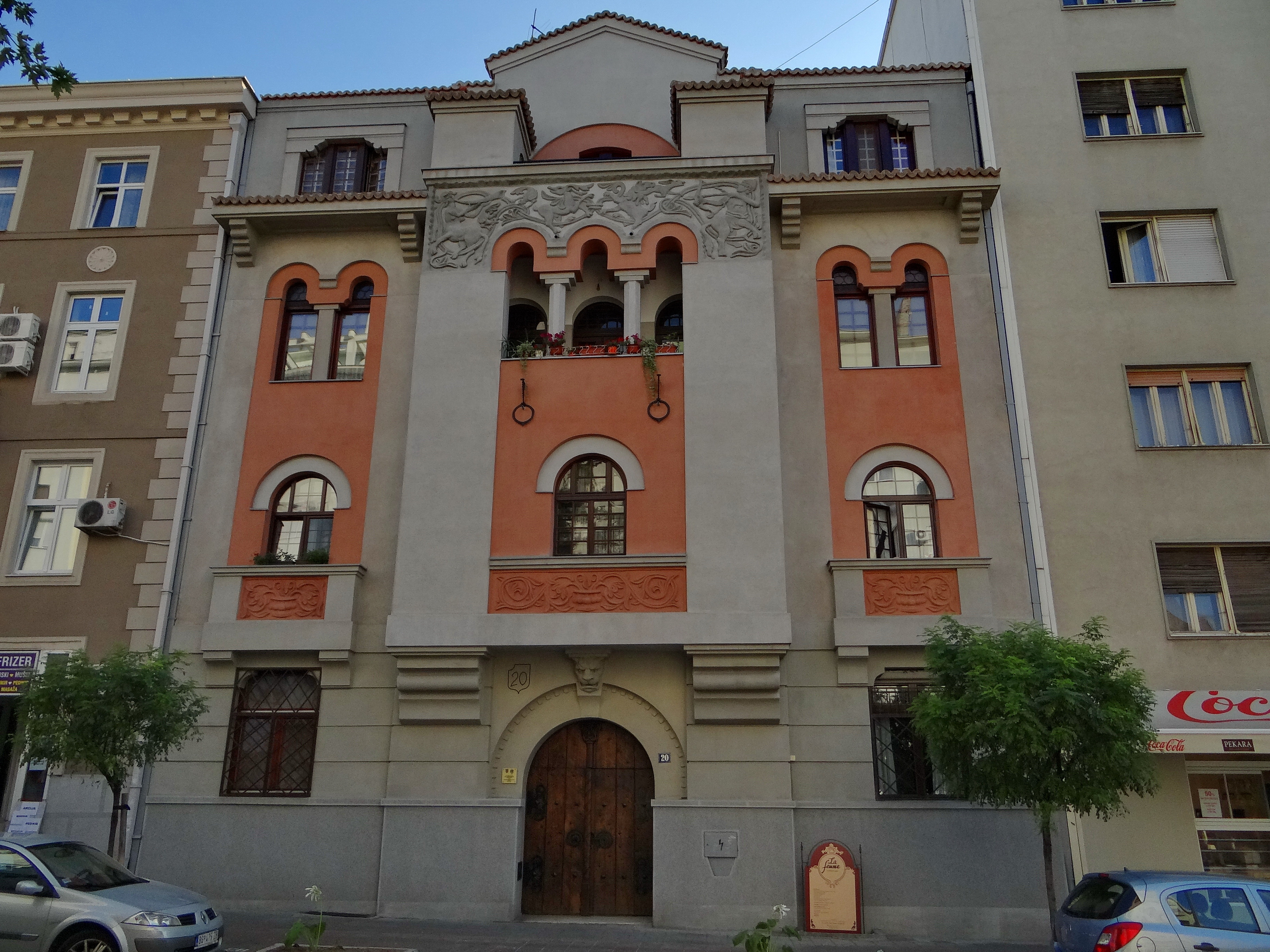
Будинок полковника Єлезовича
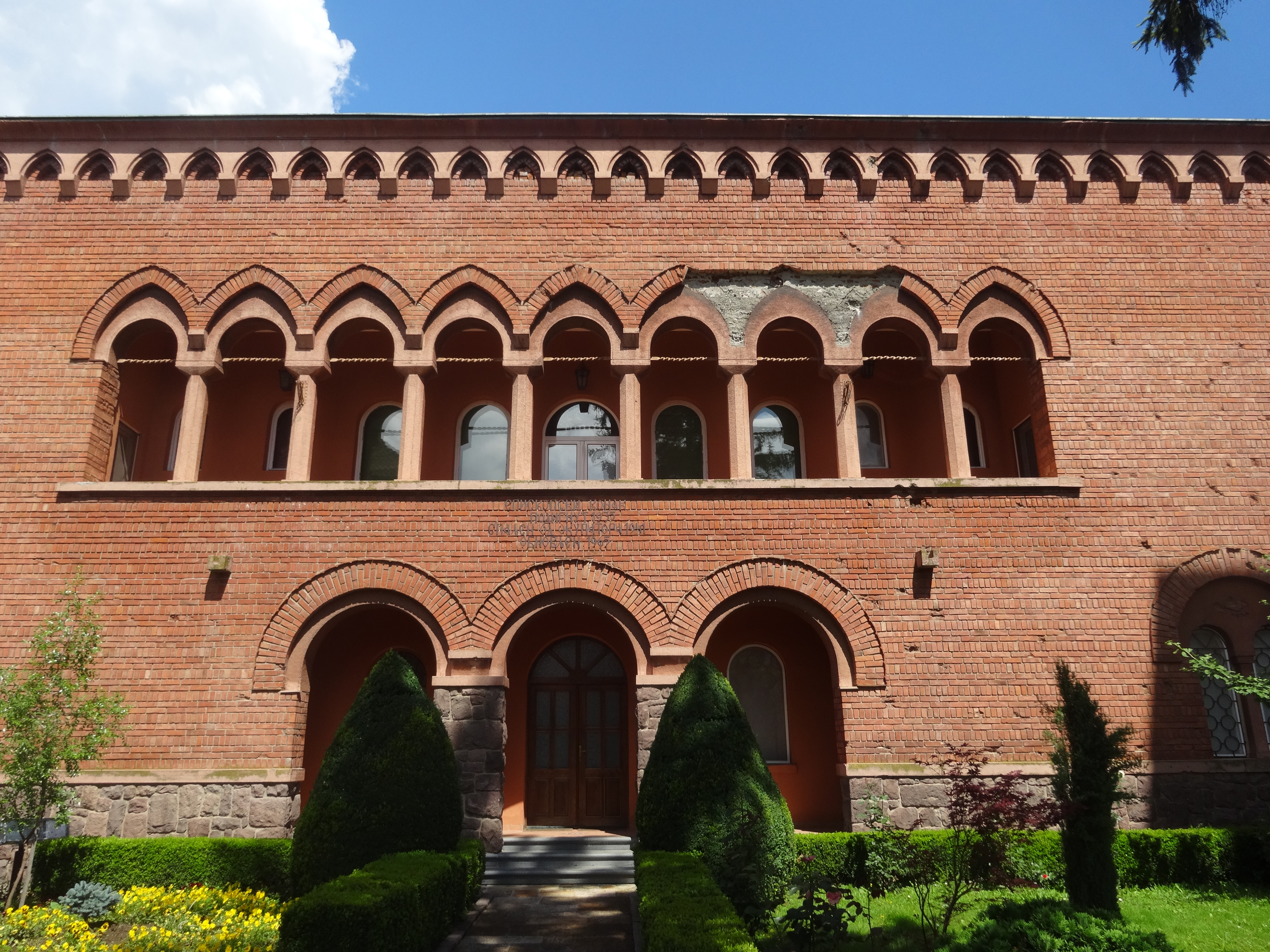
Монастир Жича
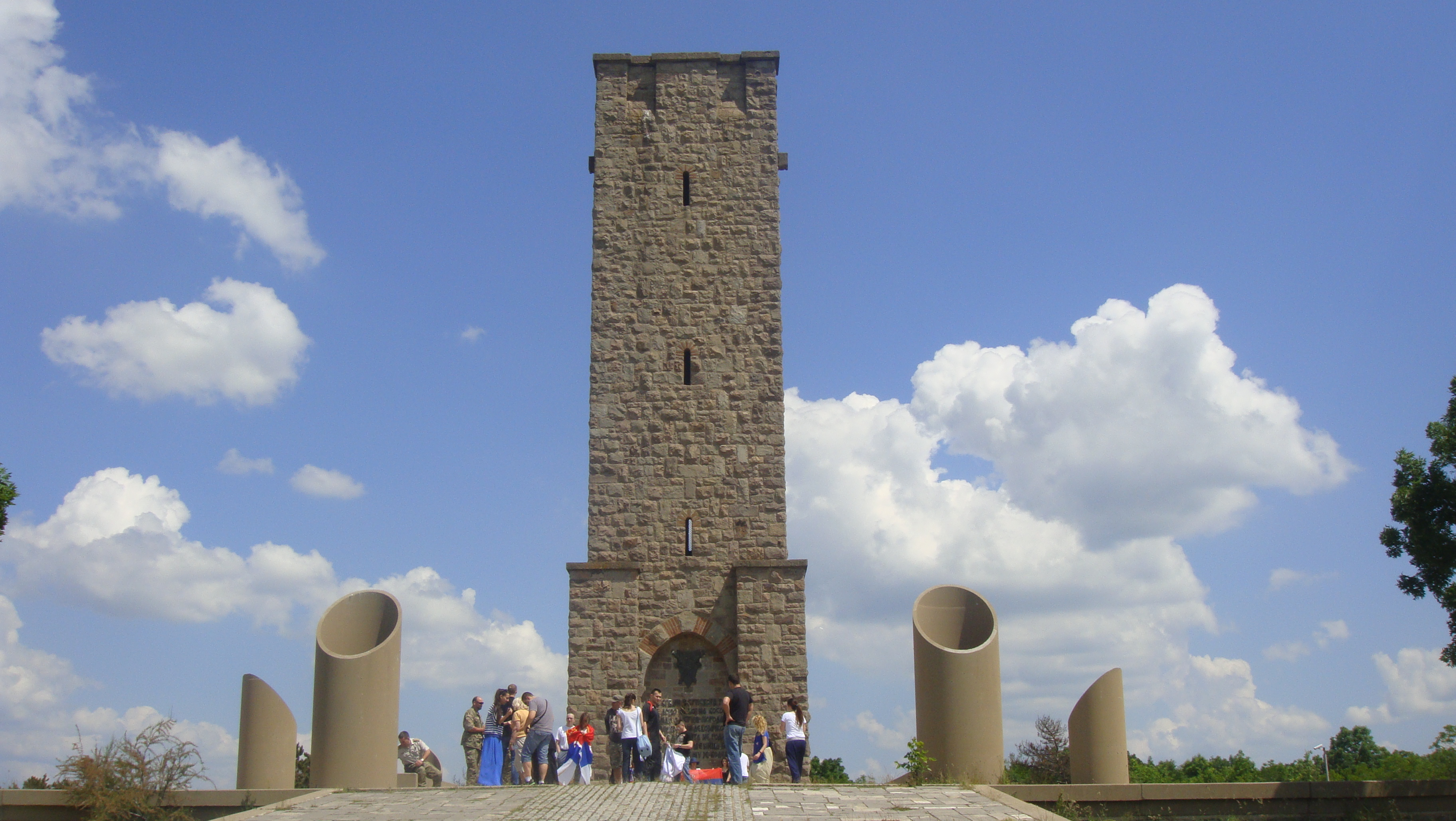
Газиместан
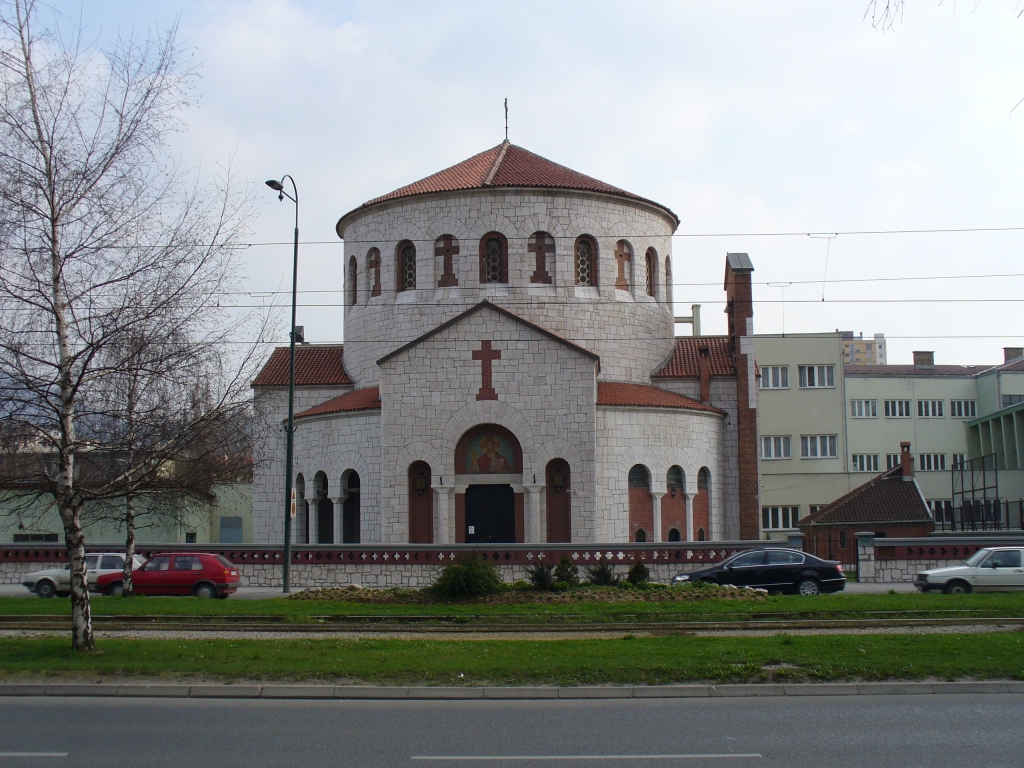
Церква Святого Преображення Господнього
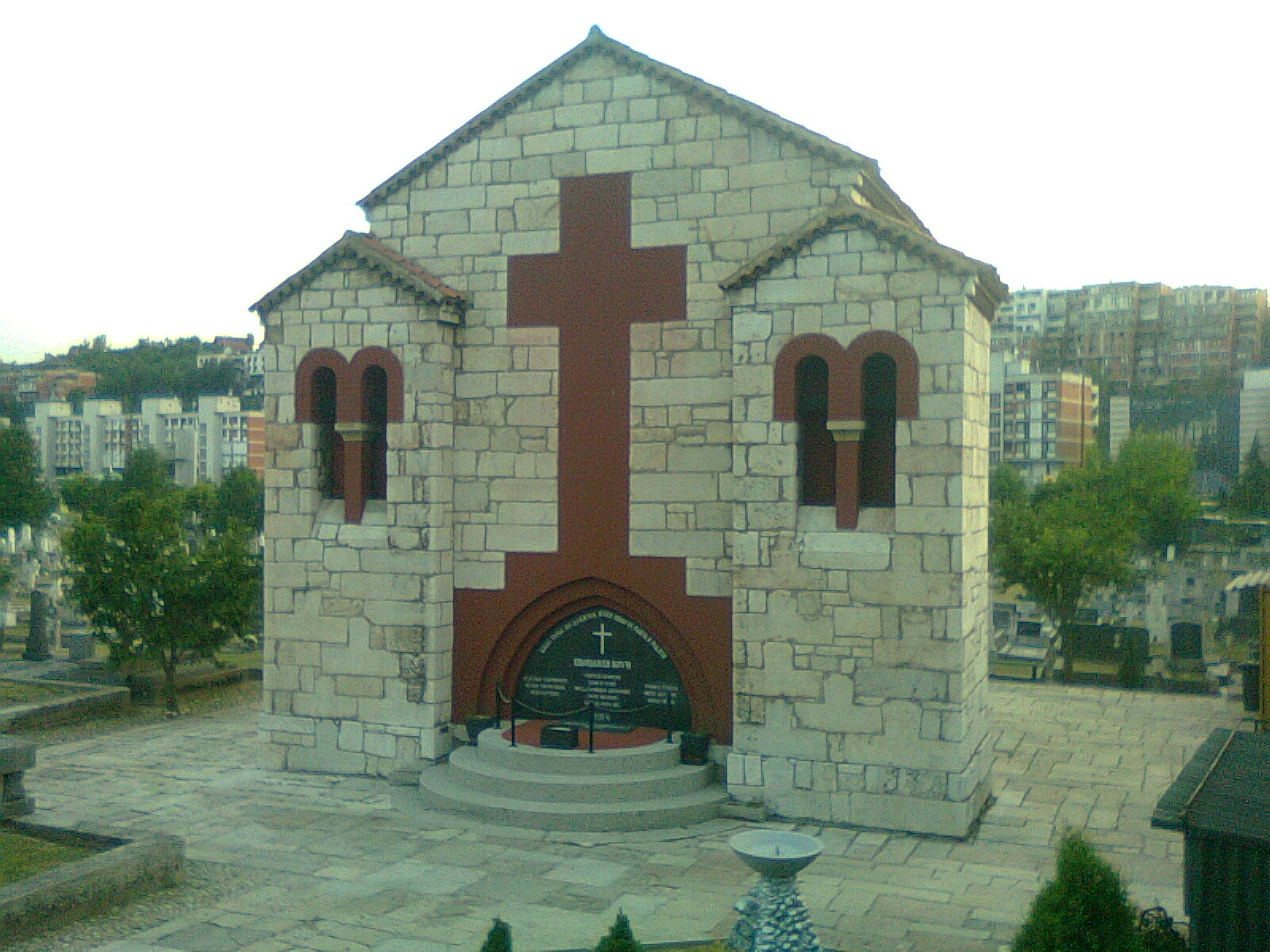
Каплиця героїв Битви на Косовому полі